# 대부항 (영덕군)
대부항은 경상북도 영덕군 영덕읍 대부리에 있는 어항이다. 2010년 1월 7일 어촌정주어항으로 지정하여 관리하고 있다. 시설관리자는 영덕군수이다.

## 어항 구역
본 항의 어항구역은 다음과 같다
- 수역: 기존 북방파제 시점부(X:322,348.81 Y:237,782.87)에서 E방향으로 50m 이동(X:322,348.81 Y:237,832.87)하여 SE방향으로 나아가(X:322,200.00 Y:237,900.00) 다시 SW방향으로 나아가고(X:322,124.27 Y:237,800.00) NW방향으로 나아가 도로와 만나는 점(X:322,228.10 Y:237,715.33)을 연결하는 구역
- 육역: 경상북도 영덕군 영덕읍 대부리

## 어항 시설
- 북방파제 133m, 남방파제 27m, 선양장 41m, 물양장 20m

## 개발 계획
- 북방파제 184m, 남방파제 47m, 선양장 61m, 물양장 64m, 호안 43m.[1]

## 주요 어종
- 가자미, 오징어, 전복, 해삼, 대게, 미역